# いすゞ・ニューパワー
ニューパワーは、かつていすゞ自動車が製造していた大型トラックである。

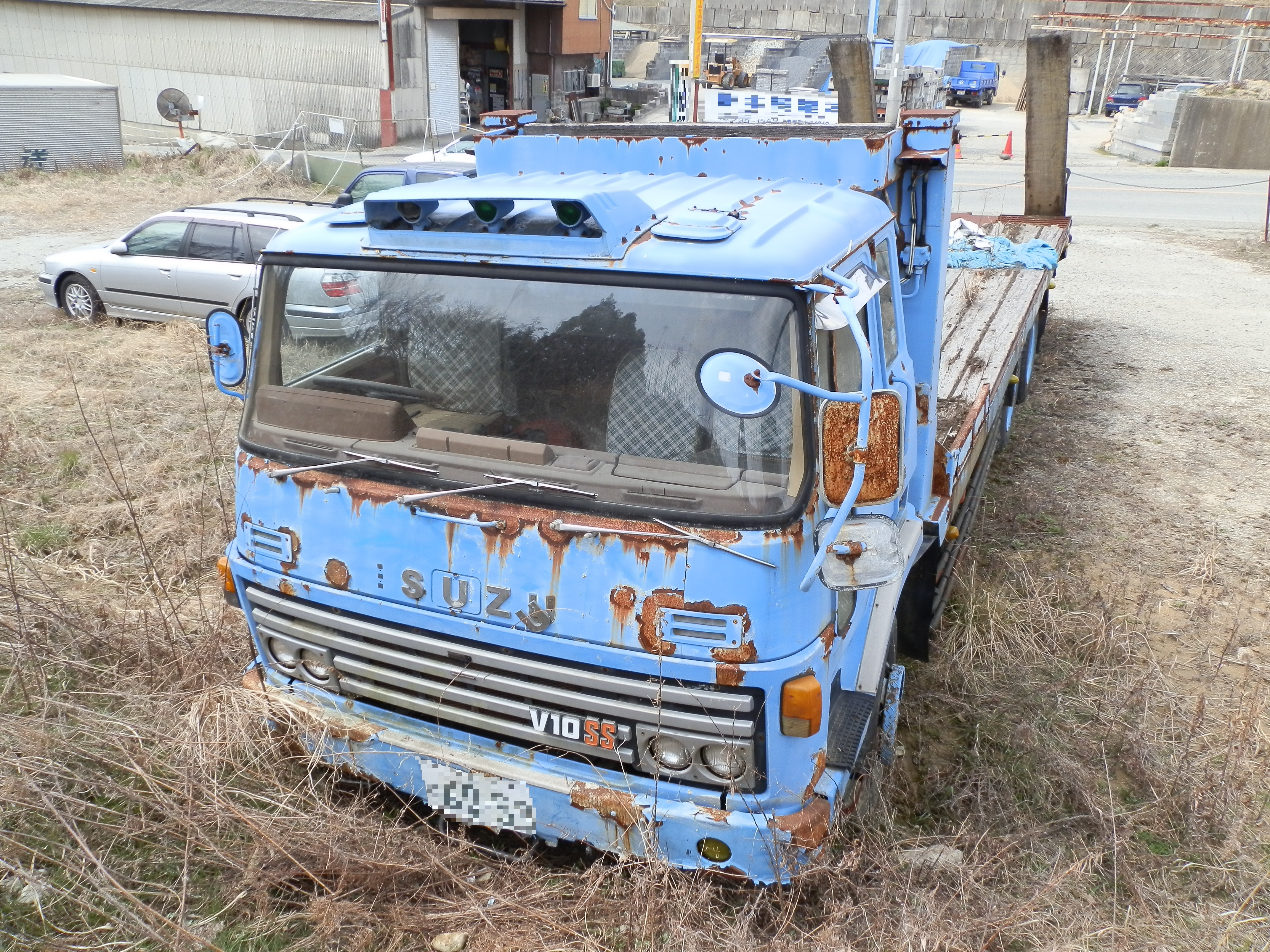
いすゞニューパワー後期型

## 概要
1972年にそれまで製造されていたTD/TPの後継として登場した。ニューパワーというのは元々エンジンの名称であり、呼称としては単にニューパワーと言うことはあまり無く、ニューパワーZ、もしくはシリーズ名のV10SSなどと言った(特にニューパワーの名称が消滅した後期型)。ダンプ、カーゴ、トラクタ、構内専用車などラインナップが豊富で1990年代前半まではかなりの台数が存在したが、排ガス規制や年数の経過によりほとんど廃車となり、ナンバーが付いていて走行可能なのは走行距離が短い地方の消防署に配備されたはしご車や化学消防車などが多い。10PA1(295ps)が搭載されたモデルにはV10Sエンブレム、10PB1(320ps)が搭載されたモデルにはV10SSエンブレムがつき、CRA/CSA系のバスにも同様にエンブレムを装着していた。1973年から1995年まで韓国の(旧)GMコリア→大宇自動車(現：(新)韓国GM(乗用車部門)/ タタ大宇(トラック部門))でもライセンス生産をした。

## 歴史

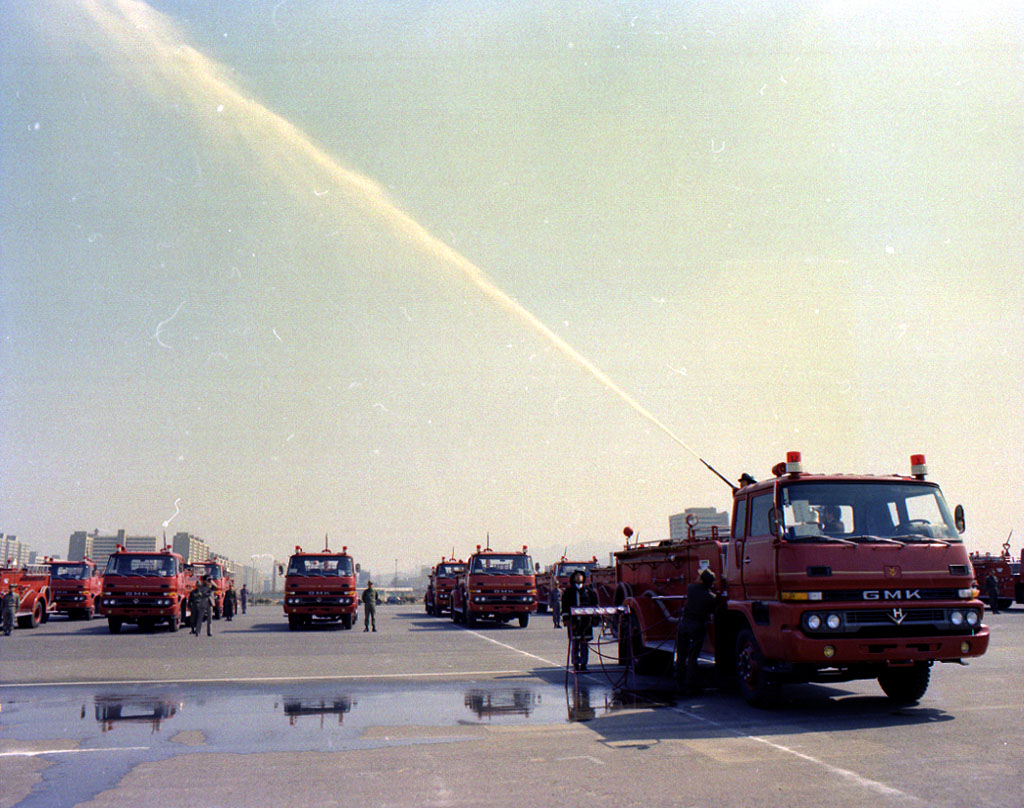
初期型(GMコリア生産分の消防車)

- 1972年11月20日ニューパワーZシリーズ登場。キャブはTDキャブオーバーの流用だが、フロントウィンドウが1枚に変更され、内外装が大幅に変更された。12023cc直6のE120型は260psへパワーアップして搭載された。シャーシ車型を一新し、SP系発売。(SPK(6x2),SPM(6x2),SPZ(6x4),SPG(前2軸6x2),,6t積みSFR)、ボンネット型TM型も改良。T型キャブオーバーに比べて、フロントアクスルがかなり後退した位置にあるのが特徴である。ふそう、日野、UDの前1軸車よりもフロントオ―バーハングが長く、1500㎜であった。

- 1972年12月8t積み2軸車SLR型を追加。10t積みボンネットトラックもニューパワーZシリーズとしてモデルチェンジされ、型式もTMK型に変更される。

- 1973年1月10t積みSPG型追加。前期、中期の前2軸車は第1軸の位置が前1軸車と同じで、第1軸と第2軸の間隔が比較的長い。同時にセミトラクタをTシリーズからモデルチェンジし、キャブオーバーがVPR290、VLR290型、ボンネットトラクタがTDK46型として登場。

- 1973年3月6t積みSFR型を追加し、大型トラック全シリーズがモデルチェンジ。エンジンはDA640型を搭載し、130PSから135PSへアップされた。

- 1973年4月カスタム車登場。総レザー張りインテリアや運転席側に向けたデラックス型のセンターコンソール、エアコン、ステレオなどが装備された。8MA1型345psを搭載したセミトラクタVWR340/360、VWZ430型が登場。VWシリーズは日野・HEにも似たフェイスデザインが特徴である。構内専用車にも同じグリルを装着したモデルがあった。

- 1974年10月ニューパワーV10シリーズ登場。10PA1型295PS搭載。SRZ440、10t積みSRZ580型、10.5t積みSRZ650型、10.25t積みダンプSRZ450D型、セミトラクタVRR290型登場。前期型の最初のマイナーチェンジであり、ISUZUエンブレムのフォントがやや縦長になり、グリル中心に矢羽マークが付くようになった。ISUZUロゴのフォントは810スーパーⅡまで使用される。

- 1975年12月マイナーチェンジ。大型のフロントグリルが採用された。通称ゴリラ顔。10PA1型・6×2のSRM680、E120型・6×2のSPM680、ダンプのSLR360Dを追加。

- 1976年2月V12トラクターVTR290型、VTZ440型、VRZ440型登場。12PA1型350ps搭載。

- 1976年3月V10のSRK,SRG型追加。

- 1977年10月ニューパワーV10SS登場。10PB1型320ps搭載。6×2平ボディのSSM650/680/710、6×4平ボディのSSZ580/650、6×4ダンプのSSZ450D追加。

- 1978年4月積載量8tクラスにV88PB1型260psを搭載したSMR450/520/600/670を追加。シャーシはSP系で軽量化が図られている。

- 1979年10月ビッグマイナーチェンジ。キャブ外観が大幅に変更され、助手席ドアには側面確認窓（OKウインド）が装備された。通称ロボット顔。ヘッドライトの間隔（右2灯と左2灯の間隔。ロービームとハイビームの間隔ではない）が少し狭くなった。前1軸車はフロントアクスルが70㎜前進し、フロントオーバーハングが1430㎜となる（810も同じ）。前2軸のS♯G型、低床4軸のS♯H型は第１軸が中期以前よりも後退した仕様となる。ニューパワーの名称が消滅し、カタログなどではV10SSなどのシリーズ名で表記されるようになる。トラック系はSL系,SP系,SM系,SR系,SS系と新たに前2軸8PB1搭載のSMG型および4軸低床8PB1および10PB1搭載のSMH・SSH型を追加。直6エンジンは積載量8tクラスに6QA1搭載のSJR型、積載量10tクラスに6RA1（ターボ付）搭載のSH系と6RB1搭載のSQ系が追加された。また、軽量リーフサスも改良され、新開発のNKサス搭載車はSMN型となった。トラクタ系はVS,VT,VVというバリエーション。テールランプもそれまでの丸型から角型へ変更された。

- 1981年8月ターボエンジン搭載車登場。V8の8PB1型・275psと直6の6RA1型・285psの2機種。

キャッチコピーは「力と燃費の切り札」。CMには毒蝮三太夫を起用。
- 1982年9月山間地などの急坂路を走るダンプユーザーから寄せられたパワーアップのニーズに応え、V型12気筒エンジンを新開発。搭載された12PB1型エンジンは、総排気量16,826ccのキャパシティから350psのハイパワーを発揮した。

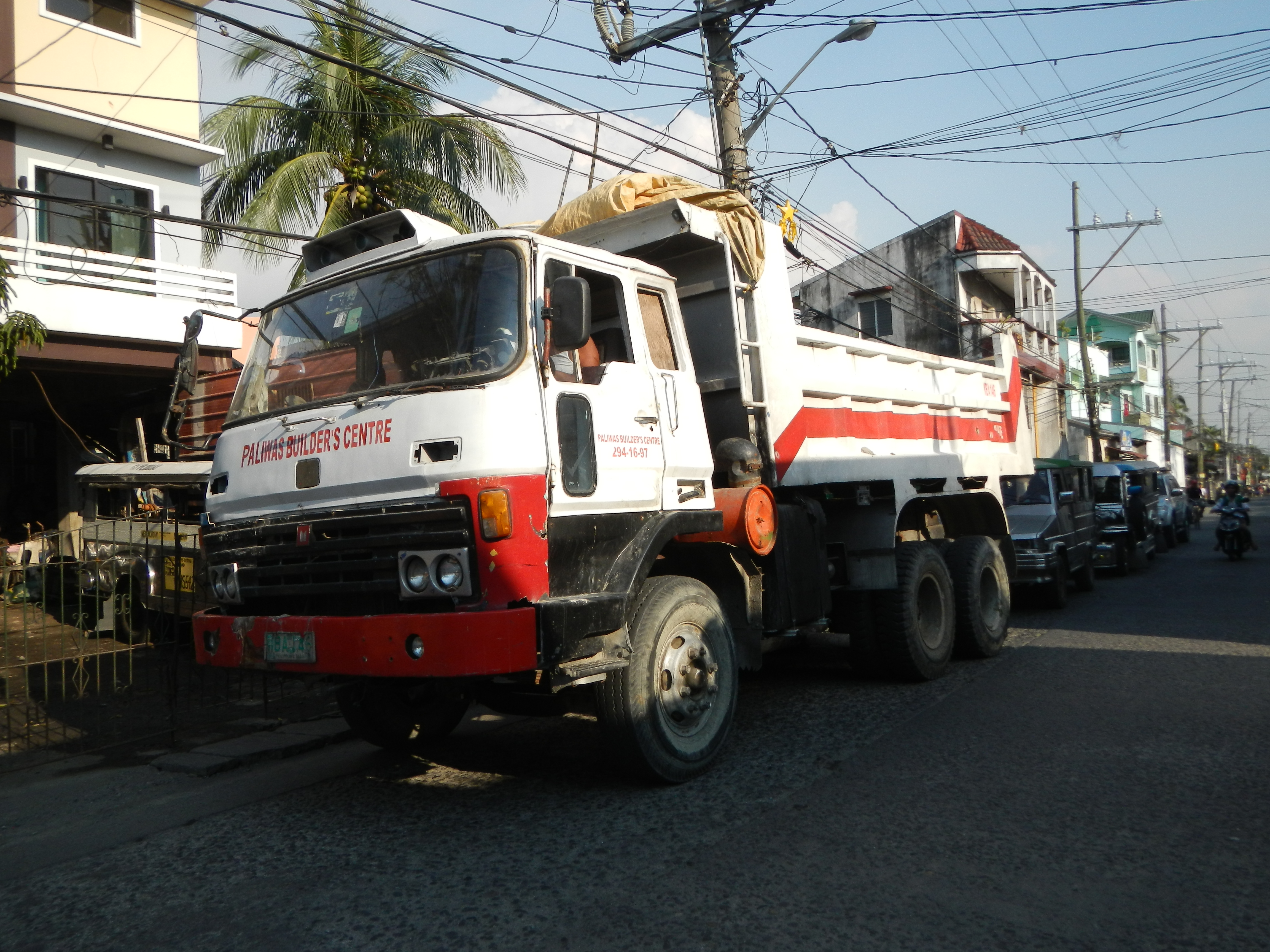
海外で現役のいすゞ・ニューパワー（2015年撮影）

- 1983年8月製造中止。後継は810。海外で現役のいすゞ・ニューパワー（2015年撮影）

## シャーシ車系
記号の1文字目は単車系（S）およびセミトラクタ系（V)、構内専用車系(Y)、2文字目はエンジン形式、3文字目は駆動方式およびサスペンションを示す。また、「K-」は1979年以降に追加された車種を示す。
- SPG（6×2F）
- SRG（6×2F・10.75～12ｔ積み・V型10気筒エンジン搭載）
- SSG（6×2F・V型10気筒エンジン搭載）
- K-SVG（6×2F・フルトラクタ・V型12気筒エンジン搭載）
- SPK（6×2R・バランスアーム式軽量リーフサス・直6ターボエンジン搭載）
- SPM（6×2R・直6ターボエンジン搭載）
- K-SQM（6×2R）
- K-SHM（6×2R・直6ターボエンジン搭載）
- SRK（6×2R・バランスアーム式軽量リーフサス・10.75～12ｔ積み・V型10気筒エンジン搭載）
- SRM（6×2R・V型10気筒エンジン搭載）
- SSM（6×2R・V型10気筒エンジン搭載）
- K-SMN（6×2R・NKサス）
- SPZ（6×4・直6ターボエンジン搭載）
- K-SQZ（6×4）
- SRZ（6×4・V型10気筒エンジン搭載）
- SSZ（6×4・V型10気筒エンジン搭載）
- K-SVZ（6×4・ダンプおよびポールトラクタ・V型12気筒エンジン搭載）
- K-SMH（8×4低床）
- K-SSH（8×4低床・V型10気筒エンジン搭載）
- SKS（4×4）
- SKW（6×6）
- SMR（4×2・8ｔ積み）
- SLR（4×2・8ｔ積み）
- K-SJR（4×2・8ｔ積み）
- SFR（4×2・6ｔ積み）
- VRR（4×2セミトラクタ・V型10気筒エンジン搭載）
- VPR（4×2セミトラクタ・直6ターボエンジン搭載）
- VSR（4×2セミトラクタ・V型10気筒エンジン搭載）
- VTR（4×2セミトラクタ・V型12気筒エンジン搭載）
- VWR（4×2セミトラクタ・V型8気筒エンジン搭載）
- VVR（4×2セミトラクタ・V型12気筒エンジン搭載）
- VLR（4×2セミトラクタ）
- VPZ（6×4セミトラクタ・直6ターボエンジン搭載）
- VSZ（6×4セミトラクタ・V型10気筒エンジン搭載）
- VTZ（6×4セミトラクタ・V型12気筒エンジン搭載）
- VVZ（6×4セミトラクタ・V型12気筒エンジン搭載）
- YSZ（6×4構内専用車・20～25t積み）
- YVZ（6×4構内専用車・20～25t積み）

## 搭載エンジン
下表の“区分”は車両型式のうち頭から2文字目のアルファベット文字（上記のS■*またはV■*）の■部分を示す。例えば、K-VSR310型の場合、2文字目の「S」は10PB1搭載車となる。
| 区分 | エンジン型式 | 形態・方式   | 排気量(cc) | 出力帯(PS) | 搭載期間       |
| ---- | ------------ | ------------ | ---------- | ---------- | -------------- |
| R    | 10PA1        | V10・NA      | 12,464     | 295        | 1974.10-1983.8 |
| S    | 10PB1        | V10・NA      | 14,022     | 320        | 1977.12-1983.8 |
| T    | 12PA1        | V12・NA      | 14,957     | 350・385   | 1976.2-1983.8  |
| V    | 12PB1        | V12・NA      | 16,826     | 350・385   | 1979.12-1983.8 |
| K    | 8PA1         | V8・NA       | 9,971      | 215        | 1973-1983.8    |
| M    | 8PB1         | V8・NA       | 11,217     | 260・275   | 1978.4-1983.8  |
| W    | 8MA1         | V8・NA       | 16,513     | 345        | 1973.4-1983.8  |
| P    | E120         | L6・NA       | 12,023     | 260        | 1972.11-1983.8 |
| F    | DA640        | L6・NA       | 6,373      | 135        | 1973.3-1983.8  |
| L    | DH100        | L6・NA       | 10,179     | 195        | 1975.12-1983.8 |
| J    | 6QA1         | L6・NA       | 11,044     | 220        | 1981.8-1983.8  |
| Q    | 6RB1         | L6・NA       | 13,741     | 275        | 1981.8-1983.8  |
| H    | 6RA1         | L6・ICターボ | 12,023     | 285        | 1981.8-1983.8  |